# Thomas de Cantimpré
Thomas de Cantimpré (aussi écrit Cantinpré) ou Thomas Cantipratanus Brabantus ou Thomas Cantipratensis est un théologien, hagiographe et encyclopédiste, né en 1201 près de Bruxelles et mort le 15 mai 1272.

## Biographie
Né Guillaume Henri de Leeuw-Saint-Pierre en 1201 près de Bruxelles, il appartenait à une famille noble du Brabant, dont le père était allé combattre en Palestine à la suite du roi d'Angleterre, Richard, et qui, à son retour, l'envoya vers 1206 aux écoles de Liège. Thomas y fait la connaissance de Jacques de Vitry qui y prêchait. En 1217, il devient chanoine de l'ordre de Saint-Augustin, à l'abbaye de Cantimpré, située près de Cambrai. Il y reste plus de quinze ans et y reçoit la prêtrise. En 1232, il entre dans l'ordre de Saint Dominique à Louvain. Quatre ans plus tard, il se rend à Paris où il continue sa formation. Il retourne à Louvain en 1240 où il enseigne la philosophie et la théologie. Entre 1248 et 1251, il part à Cologne pour poursuivre ses études sous l'égide d'Albert le Grand. Il y est mort entre 1263 et 1293, mais plus probablement en 1272.

## Ouvrages

### Bonum universale de apibus
Son œuvre la plus importante est le Bonum universale de apibus, un ouvrage en deux livres rempli d'histoires édifiantes et merveilleuses sur les plus saints personnages de son pays. C'est une « œuvre d'édification morale et spirituelle appuyée d'exemples et de similitudes tirées de la vie des abeilles », qui sont utilisées de façon allégorique. Sa rédaction se situe entre 1256 et 1263. Dans cet ouvrage, il est le premier à théoriser une raison aux meurtres rituels dont les Juifs étaient alors de plus en plus accusés : pour lui, les Juifs, souffrant d'hémorragies (depuis leur interpellation à Ponce Pilate : « Que son sang soit sur nous, et sur nos enfants »), se seraient vu prédire par « un des leurs, jouissant de la réputation de prophète, » que « seul le sang chrétien (solo sanguine Christiano) » pourrait les soulager de ce mal. Pour Thomas de Cantimpré, les Juifs, « toujours aveugles et impies », ont alors pris cette prophétie à la lettre et commencé à récolter du sang chrétien par le moyen de meurtres rituels. Or, selon lui toujours, le vrai sens de la prophétie était que seul le sang de Jésus-Christ (symboliquement bu lors de l'Eucharistie), et non le sang de n'importe quel chrétien, pouvait agir. Le seul remède pour les Juifs était donc, selon la logique de Thomas, la conversion,.
Dans cet ouvrage, Thomas mentionne la thèse blasphématoire des trois imposteurs (Moïse, Mahomet, Jésus), qu'il attribue à son contemporain, le théologien Simon de Tournai, et qui aurait valu à ce dernier d'être frappé d'une crise d'épilepsie qui l'aurait rendu muet.
Est également raconté dans cet ouvrage le miracle eucharistique de Douai que Thomas affirme avoir lui-même constaté, et dont l'assemblée aurait été témoin.

### Liber de Natura Rerum

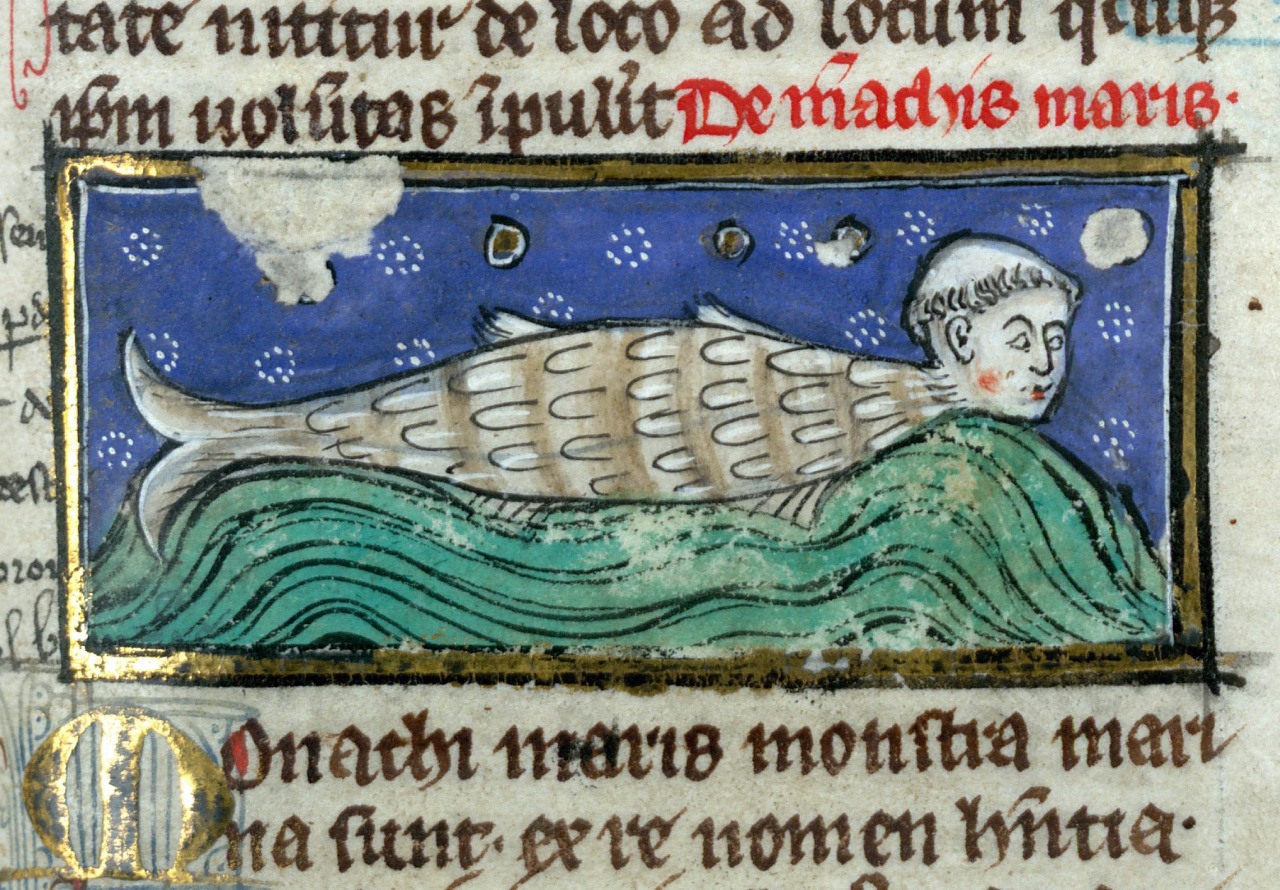
Thomas de Cantimpré, Liber de natura rerum.

Il est aussi l'auteur du livre encyclopédique Liber de Natura Rerum dont la première rédaction date de 1237-1240, mais qui a été remanié par la suite. Il s'agit d'une compilation d'auteurs anciens en 19 livres réalisée avec moins de finesse et d'esprit critique que celle de Vincent de Beauvais. La deuxième édition date de 1244 et comprend 20 livres : 1. l'anatomie du corps humain, 2. l'âme, 3. les hommes monstrueux d'Orient, 4 les animaux quadrupèdes, 5.les oiseaux, 6. les monstres marins, 7. les poissons, 8. les serpents, 9. les vers, 10. les arbres communs, 11. les arbres aromatiques et médicinaux, 12. les propriétés des plantes aromatiques et médicinales, 13. les sources, 14. les pierres précieuses, 15. les sept métaux, 16. les sept régions célestes, 17. la sphère et les sept planètes, 18. les mouvements de l'air, 19. les quatre éléments, 20. les éclipses et les mouvements sidéraux.
Cet ouvrage sera utilisé et cité par Vincent de Beauvais dans son Speculum naturale et par Albert le Grand dans son De animalibus, puis inspirera un peu plus tard Konrad von Megenberg, et jusqu'à la Renaissance des catalogues de pierres, de monstres et surtout d'animaux.

### Autres ouvrages
Il est encore l'auteur de divers ouvrages hagiographiques:
- Vie de Jean, premier abbé de Cantimpré
- Vie de sainte Christine (morte en 1224)
- Vie de Marie d'Oignies (dont les deux premiers livres sont de Jacques de Vitry)
- Vie de la bienheureuse Marguerite d'Ipres (morte en 1237)
- Vie de sainte Ludgarde
- Hymne en l'honneur du bienheureux Jordan (mort en 1227)

## Éditions
- (la) Thomæ Cantipratani, Bonum universale de apibus, Baltazaris Belleri, 1627, 176 p. (lire en ligne)
- (la) Thomas Cantipratanus, Miraculorum et exemplorum memorabilium sui temporis libri duo ... a mendis expurgati et notis illustrati opera Georgii Colveneri, Baltazar Beller, 1597 (lire en ligne)
- Thomas de Cantimpré (trad. Vincent Willart), Le bien universel ou les abeilles mystiques. Traduit du latin par R. P. Frère Vincent Willart, Bruxelles, J. Vanden Horicke, 1650, 620 p. (lire en ligne)
- Liber de natura rerum, éd. Helmut Boese (de), Berlin/New York, Walter de Gruyter, 1973

## Traductions
- Maerlant, Jacob van, ; 1235?-1300. ;, « Jacob van Maerlant's Naturen bloeme / ; uitgegeven door Eelco Verwijs. ; », Europeana (consulté le 21 octobre 2013)